# Скатавица
Скатавица је насељено мјесто у општини Челинац, Република Српска, БиХ. Према попису становништва из 1991. у насељу је живјело 148 становника.

## Образовање
У насељу се налази Основна школа „Милош Дујић“.

## Становништво
| Демографија | Демографија | Демографија |
| Година      | Становника  | Становника  |
| ----------- | ----------- | ----------- |
| 1991.       | 148         |             |